# فهرست قنات‌های شهرستان چرام
جدول زیر بر اساس آمار وزارت جهاد کشاورزی تهیه شده‌است. فهرست زیر قنات‌های شهرستان چرام در استان کهگیلویه و بویراحمد را نشان می‌دهد.
| نام قنات           | موقعیت                 | نزدیک‌ترین روستا | طول قنات (متر) | تعداد میله چاه | عمق مادر چاه | دبی (لیتر بر ثانیه) | سطح زیر کشت (هکتار) |
| ------------------ | ---------------------- | --------------- | -------------- | -------------- | ------------ | ------------------- | ------------------- |
| ارند               | بخش مرکزی شهرستان چرام | ارند            | ۳۵۰            | ۲۰             | ۳٫۵          | ۴۰                  | ۱۳                  |
| بناری              | بخش مرکزی شهرستان چرام | بناری           | ۱۵۰            | ۰              | ۴            | ۱۴                  | ۷                   |
| تمبی               | بخش مرکزی شهرستان چرام | تمبی            | ۲۲۰            | ۲۳             | ۳            | ۲۵                  | ۱۰                  |
| کی چهارده پشت چنار | بخش مرکزی شهرستان چرام | کیان پشت چنار   | ۱۰۰            | ۰              | ۶            | ۱۰                  | ۷                   |